# 파세코
주식회사 파세코(영어: Paseco)는 대한민국의 가정용 전기기기 제조업체이다.